# Padre Pio - Tra cielo e terra
Padre Pio - Tra cielo e terra è una miniserie televisiva italiana del 2000 che narra la vita di Padre Pio da Pietrelcina, diretta da Giulio Base.

## La fiction della Rai
La fiction è prodotta da Lux Vide, Rai Fiction, e venne trasmessa in prima visione assoluta su Raiuno il 12 e il 13 novembre 2000 per due distinte prime serate. La regia è di Giulio Base, e gli attori protagonisti sono Michele Placido nel ruolo di Padre Pio, Rocco Papaleo, Barbora Bobuľová, Luigi Diberti e Riccardo Garrone.
Dopo la "versione film TV" trasmessa pochi anni dopo via satellite, su Raiuno la miniserie non è stata mai più ritrasmessa.
Nel 2000, anche Mediaset aveva prodotto e trasmesso una miniserie televisiva dedicata a Pio da Pietrelcina.

## Trama

### Primo episodio
Nell'ambito della causa di beatificazione di Padre Pio, invitata da un cardinale, Emilia Sanguinetti si accinge a parlare degli anni vissuti accanto al sacerdote.
Così ritorna ad un lontano 1918, il giorno in cui il frate di Pietrelcina arriva a San Giovanni Rotondo (20 settembre). Padre Pio incontra Fra' Nicola, il quale lo invita ad entrare in convento. Profondamente addolorato dal conflitto mondiale ancora in corso, il giovane frate si offre "vittima per i poveri peccatori" e impetra la fine della guerra, ricevendo da Gesù Cristo le mistiche stimmate alle mani che gli procureranno grande dolore fisico, susciteranno grande scalpore tra i fedeli e faranno nascere numerose indagini sull'origine soprannaturale delle piaghe, rivendicata da Padre Pio.
Padre Benedetto prenderà sempre le sue difese, anche quando il dr. Antonio Bignami indagherà sulle stimmate, su suggerimento del Sant'Uffizio.
Proprio in quei primi giorni trascorsi in convento, tramite lettere, Padre Pio conosce Emilia, che diventerà sua figlia spirituale. Ben presto avviene un miracolo, proprio in confessionale; Padre Pio "ridona" la vista ad una bambina ma, nonostante il clamore suscitato dal fatto, il sacerdote ne attribuisce ogni merito a Dio, sostenendo che è Lui a compiere i miracoli, ed egli non è che un umile strumento dell'azione divina.
È proprio in quest'occasione che la vita di padre Pio inizia ad intrecciarsi con quella del giovane Guglielmo Sanguinetti e con quella che a breve diventerà sua moglie, Emilia. Le indagini sulle stimmate di Padre Pio sono condotte da abili esperti soprattutto in Toscana, lì dove studia Guglielmo, per cui c'è chi chiede anche un suo parere sulla simulazione che secondo loro il frate sta mettendo in scena. Nel frattempo Padre Pio riceve la visita dei genitori. Il padre rientra presto a Pietrelcina, mentre la madre rimane a San Giovanni Rotondo. La donna, però, si ammala gravemente, sentendosi male proprio durante la lunga Celebrazione Eucaristica che suo figlio sta celebrando, e muore.
Intanto a San Giovanni Rotondo arriva Padre Agostino Gemelli, anch'egli in visita per chiarire la questione delle stimmate. Padre Pio, tuttavia, in assenza di un'autorizzazione scritta del Sant'Uffizio, non gli consente di vederle. Padre Gemelli rimane comunque in convento per controllare i comportamenti del frate e invia un cattivo rapporto al Santo Padre.
Dopo il trasferimento di Padre Benedetto, vissuto con dolore dal frate di Pietrelcina, giunge in convento Padre Agostino di San Marco in Lamis, comunicandogli che verrà a sua volta immediatamente trasferito. La folla protesta e riesce a trattenerlo a San Giovanni Rotondo, anche se a Padre Pio vengono interdette la celebrazione della Santa Messa in pubblico e la Confessione. In seguito, le misure vengono revocate.
Padre Pio intanto consulta Guglielmo, chiacchierano e dopo uno scambio di opinioni, gli propone la costruzione di un ospedale che debba essere anche una casa, che chiamerà Casa Sollievo della Sofferenza.

### Secondo episodio
Emilia riprende il suo racconto, e consegna al cardinale le lettere scambiate negli anni con Padre Pio, in modo che possano fornire una preziosa testimonianza sulle virtù religiose del prete.
I lavori dell'ospedale iniziano nel maggio del 1947 e, miracolosamente, cominciano a giungere offerte da tutto il mondo, mentre la vita sacerdotale di padre Pio torna alla normalità. Durante una Via Crucis egli conosce Karol Wojtyła, il futuro Papa Giovanni Paolo II: i due parlano lungamente assieme e l'ecclesiastico polacco si confessa dal frate.
Intanto Emilia e Guglielmo aprono un piccolo laboratorio per iniziare l'attività della Casa Sollievo.
Padre Elia e padre Graziano fanno conoscere ad Angelo Lupi un finanziere, noto come banchiere di Dio, interessato più ad un affare lucroso che ad un'opera rivolta ai bisognosi. Su insistenza di padre Pio, Lupi provvede a non accettare la proposta del finanziere, perché il progetto si fonda soprattutto sulla carità della gente. Inizia così una sorta di congiura ai danni dell'ospedale.
Un giorno, una giornalista inglese si presenta al cantiere per chiedere una grazia a Padre Pio: vuole che suo marito cambi religione, si converta al Cristianesimo e padre Pio lascia intendere come il fatto possa compiersi, secondo la volontà di Dio, anche il giorno stesso. Nello stesso istante il marito si faceva battezzare in una Chiesa cattolica. Per ricompensare padre Pio del miracolo, decide di versare una somma intestata alla Casa Sollievo pari a 400.000.000 £. Intanto, padre Pio, per compiere al meglio il suo dovere, viene dispensato dal voto di povertà, da Papa Pio XII.
La Casa Sollievo viene aperta il 5 maggio del 1956.
Ma Padre Pio non viene lasciato in pace da nessuno ed infatti a San Giovanni Rotondo arriva un visitatore apostolico per interrogarlo e interrogare tutte le persone più vicine a lui, su quella che si pensa sia una "relazione" tra Padre Pio ed Emilia Sanguinetti.
Padre Pio riceve le scuse dal vescovo che stava in un certo senso indagando su di lui confessandogli che è stato un sacerdote a mettere in giro questa falsa voce.
La storia si conclude quindi verso la fine degli anni '60 con la morte di Guglielmo Sanguinetti nonostante Emilia, disperata, chiedesse al frate la grazia di lasciarlo in vita.
Il film si conclude con le immagini vere nelle quali Papa Giovanni Paolo II dichiara Padre Pio beato.
Era il 2 maggio del 1999.